# سیارک ۱۹۴۰۰
سیارک ۱۹۴۰۰ (به انگلیسی: 19400 Emileclaus، نامگذاری:1998EC11) نوزده هزار و چهارصدمین سیارک کشف شده‌است که در ۱ مارس ۱۹۹۸ کشف شد.
قدر مطلق سیارک برابر ۱۱.۲ است.